# Семіз Алі-паша
Семіз Алі-паша ( османська турецька : سيمز علي پاشا , сербохорватська : Semiz Ali-Paša ) — османський державний діяч родом із санджаку Боснії , служив великим візиром Османської імперії з 1561 по 1565 рік.

## Життєпис
Згідно одних даних, він народився в Боснії, інші ж вказують на те, що він мав албанське походження. Навчався в Ендеруні до 1545 року. Був бейлербеєм Єгипту з 1549 по 1554 роки. Брав активну участь в перській воєнній кампанії султана Сулеймана I. У липні 1561 року після смерті зятя султана Дамата Рустема-паші, отримав посаду великого візира. А в 1562 році був задіяним у вкладенні мирного договору із Австрією.
Помер 1565 року в Стамбулі. Похований у тюрбі Хаджі Бекіра-аги в мечеті Султана Еюпа.